# Евсевий (папа)
Вижте пояснителната страница за други личности с името Евсевий.
Евсевий (на латински: Eusebius) е римски папа от 18 април 309 г. или 310 до 17 август 309 или 310 г.
Според Liberian Catalogue той е епископ на Рим 4 месеца и 16 дни, от 14-ия ден преди майските календи до 16-ия ден след септемврийските календи. Там се посочва за дата на смъртта му октомври 310/311. 
Евсевий умира в изгнание в Сицилия и е погребан в гробницата на Каликст I. Папа Дамас I поставя епитаф от 8 хекзаметри на неговата могила.
Паметта му се почита на 26 септември.